# تپه شهر سوخته ۳۲۹
تپه شهر سوخته ۳۲۹ مربوط به هزاره سوم ق متری است و در شهرستان زابل، بخش شیب آب، دهستان لوتک، روستای حومه شهر سوخته، ۲۲/۴۵۰ کیلومتری جنوب غرب پایگاه باستان‌شناسی شهر سوخته واقع شده و این اثر در تاریخ ۲۸ اسفند ۱۳۸۵ با شمارهٔ ثبت ۱۸۹۶۲ به‌عنوان یکی از آثار ملی ایران به ثبت رسیده است.